# Сунь Юньсюань
Сунь Юньсюань (спрощ.: 孙运璿; кит. трад.: 孫運璿; піньїнь: Sūn Yùnxuán; 11 листопада 1913 — 15 лютого 2006) — китайський політик, голова Виконавчого Юаня Республіки Китай в 1978—1984 роках.

## Кар'єра
Після закінчення технологічного інституту в Харбіні працював інженером на електростанції в провінції Цінхай. Під час Другої світової війни проходив стажування у США. Повернувшись на батьківщину, від 1946 до 1962 року працював у місцевій енергетичній компанії, досягнувши посади віце-президента. В 1964—1967 роках очолював електроенергетичну корпорацію в Нігерії.
Після повернення на батьківщину в 1967—1968 роках обіймав посаду міністра зв'язку, від 1968 до 1978 року — міністра економіки, а від 1978 до 1984 року очолював уряд. Є одним з творців «економічного дива» Тайваню, ініціював низку найбільших інфраструктурних проєктів, сприяв розвитку високотехнологічних галузей промисловості, ініціював створення дослідницького інституту, модернізував роботу галузей, орієнтованих на експорт.
1984 року був змушений піти у відставку за станом здоров'я. Після цього отримав пост радника президента Республіки Китай.
Помер 2006 року в Тайбеї.